# Komparativna lingvistika
Komparativna lingvistika, ili komparativno-istorijska lingvistika (ranije komparativna filologija) grana je istorijske lingvistike koja se bavi upoređivanjem jezika radi utvrđivanja njihove istorijske srodnosti.
Genetska srodnost podrazumeva zajedničko poreklo ili prajezik, a uporedna lingvistika ima za cilj izgradnju jezičkih porodica, rekonstrukciju prajezika i preciziranje promena koje su rezultirale dokumentovanim jezicima. Da bi se održala jasna razlika između potvrđenih i rekonstruisanih oblika, uporedni lingvisti stavljaju zvezdicu na bilo koji oblik koji se ne nalazi u preživelim tekstovima. Razvijen je niz metoda za vršenje jezičke klasifikacije, od jednostavnog pregleda do kompjuterizovanog testiranja hipoteza. Takve metode su prošle kroz dug proces razvoja.

## Metodi
Osnovna tehnika uporedne lingvistike je upoređivanje fonoloških sistema, morfoloških sistema, sintakse i leksike dva ili više jezika pomoću tehnika kao što je uporedna metoda. U principu, svaka razlika između dva srodna jezika treba da bude objašnjiva do visokog stepena verodostojnosti; očekuje se da će sistematske promene, na primer u fonološkim ili morfološkim sistemima, biti veoma pravilne (konzistentne). U praksi poređenje može biti ograničenije, npr. samo do leksikona. U nekim metodama može biti moguće rekonstruisati raniji proto-jezik. Iako su protojezici rekonstruisani uporednom ovih metoda hipotetični, rekonstrukcija može imati prediktivnu snagu. Najuočljiviji primer za to je Ferdinand de Sosirov predlog da indoevropski suglasnički sistem sadrži laringale, tip suglasnika koji nije uočen u nijednom indoevropskom jeziku koji je u to vreme bio poznat. Hipoteza je opravdana otkrićem hetitskog jezika, za koji se pokazalo da ima tačno one suglasnike koje je Sosire pretpostavio u okruženju koje je predvideo.
Tamo gde su jezici izvedeni iz vrlo udaljenog pretka i stoga su u daljnjoj vezi, uporedna metoda postaje manje izvodiva.

## Istorija
Najranija metoda ovog tipa bila je komparativna metoda koja je razvijena tokom mnogih godina, kulminirajući u devetnaestom veku. Ovo koristi dugu listu reči i detaljnu studiju. Međutim, kritikovano je, na primer, kao subjektivno, neformalno i bez dokaza. Uporedna metoda koristi informacije iz dva ili više jezika i omogućava rekonstrukciju jezika predaka. Metod interne rekonstrukcije koristi samo jedan jezik, sa poređenjem varijanti reči, da bi izvršio istu funkciju. Unutrašnja rekonstrukcija je otpornija na interferenciju, ali obično ima ograničenu raspoloživu bazu upotrebljivih reči i sposobna je da rekonstruiše samo određene promene (one koje su ostavile tragove kao morfofonološke varijacije).
U dvadesetom veku razvijena je alternativna metoda, leksikostatistika, koja je uglavnom povezana sa Morisom Svadešom, ali zasnovana je na ranijim radovima. Za poređenje se koristi kratka lista reči osnovnog rečnika na različitim jezicima. Svadeš je koristio 100 (ranije 200) predmeta za koje se pretpostavlja da su srodni (na osnovu fonetske sličnosti) u jezicima koji se upoređuju, mada su korišćeni i drugi spiskovi. Mere daljine izvode se ispitivanjem jezičkih parova, mada takve metode smanjuju informacioni sadržaj. Izdanak leksikostatistike je glotohronologija, prvobitno razvijena pedesetih godina prošlog veka, koja je predložila matematičku formulu za utvrđivanje datuma razdvajanja dva jezika na osnovu procenta osnovnog rečnika kulturno nezavisnih reči. U njenom najjednostavnijem obliku pretpostavlja se konstantna brzina promena, mada kasnije verzije dozvoljavaju varijanse, ali ipak ne uspevaju da ostvare pouzdanost. Glotohronologija je vremeno nailazila na sve veći skepticizam i danas se retko primenjuje. Vremenske procene se sada mogu generisati računarskim metodama koji imaju manje ograničenja, računajući stope na osnovu podataka. Međutim, nijedno matematičko sredstvo za stvaranje podele protojezika na osnovu leksičkog zadržavanja nije dokazano kao pouzdano.
Još jedna kontroverzna metoda koju je razvio Džozef Grinberg je poređivanje mase. Ova metoda, koja odbacuje bilo kakvu sposobnost da se prati razvoj događaja, ima za cilj jednostavno da pokaže koji su jezici sve više i manje bliski jedni drugima. Grinberg je sugerisao da je metoda korisna za preliminarno grupisanje jezika za koje se zna da su povezani kao prvi korak ka detaljnijoj uporednoj analizi. Međutim, s obzirom da masovno upoređivanje izbegava uspostavljanje redovnih promena, većina istorijskih lingvista ga glatko odbija.
Nedavno su razvijene kompjuterizovane metode ispitivanja statističkih hipoteza koje su povezane i sa uporednom metodom i sa leksikostatistikom. Metode zasnovane na znakovima slične su prvima, a metode na bazi rastojanja na potonje (pogledajte kvantitativnu komparativnu lingvistiku). Znaci koji se koriste mogu biti morfološki ili gramatički, kao i leksički. Od sredine 1990-ih ove sofisticiranije filogenetske metode zasnovane na stablima i mrežama koriste se za istraživanje odnosa između jezika i određivanje približnih datuma za prajezike. Mnogi smatraju da one nude obećavaje rezultate, ali ih tradicionalisti ne prihvataju u potpunosti. Međutim, one nisu namenjeni zameni starijih metoda, već njihovom dopunjavanju. Takve statističke metode ne mogu se koristiti za izvođenje karakteristika prajezika, osim činjenice da postoje zajedničke jedinice upoređenog rečnika.

## Pseudolingvistička poređenja
Komparativna lingvistika uključuje proučavanje istorijskih odnosa jezika pomoću uporedne metode za traženje regularnih (tj. ponavljajućih) korespondencija između fonologije, gramatike i osnovnog rečnika jezika i kroz ispitivanje hipoteza; neke osobe sa malo ili nimalo specijalizacije u toj oblasti ponekad pokušavaju da uspostave istorijske asocijacije između jezika uočavajući sličnosti među njima, na način koji stručnjaci smatraju pseudonaučnim (npr. poređenje Afrike/Egipćana ).
Najčešća metoda koja se primenjuje u pseudonaučnom poređenju jezika je pretraga dva ili više jezika za rečima koje izgledaju slično po svom zvuku i značenju. Iako sličnosti ove vrste laicima često izgledaju uverljivo, naučnici lingvisti smatraju da je ova vrsta poređenja nepouzdana iz dva osnovna razloga. Prvo, primenjena metoda nije dobro definisana: kriterijum sličnosti je subjektivan i samim tim ne podleže verifikaciji ili falsifikovanju, što je u suprotnosti sa principima naučne metode. Drugo, velika veličina rečnika svih jezika i relativno ograničen popis artikulisanih zvukova koje koristi većina jezika olakšava pronalaženje slučajno sličnih reči među jezicima.
Postoje ponekad politički ili verski razlozi za udruživanje jezika na načine na koje bi neki lingvisti osporavali. Na primer, sugerisano je da je turanska ili uralsko-altajska jezička grupa, koja povezuje samski i druge jezike sa mongolskim jezikom, korišćena da opravda rasizam posebno prema Samima. Postoje i jake, iako regionalne, a ne genetske sličnosti između uralskih i altajskih jezika koje su pružile izvesnu osnovu za ovu teoriju. Tokom 1930-ih u Turskoj su neki promovisali teoriju sunčevog jezika, koja je tvrdila da su turkijski jezici bliski originalnom jeziku. Neki vernici abrahamskih religija pokušavaju da izvedu svoje maternje jezike iz klasičnog hebrejskog, kao što je Herbert V. Armstrong, zagovornik britanskog izraelizma, koji je izjavio da reč „Britanac“ potiče od hebrejskog brit, što znači „savez“, a ish sa značenjem „čovek“, navodno dokazujući da su Britanci ’narod saveza’“ Božjeg. A litvansko-američki arheolog Marija Gimbutas je tvrdila sredinom 1900-ih da je baskijski jezik očigledno povezan sa izumrlim piktskim i etrurskim jezicima, pokušavajući da pokaže da su Baskijci ostatak „staroevropske kulture“. U delu Dissertatio de origine gentium Americanarum  (1625) holandski advokat Hugo Grocije „dokazuje“ da američki Indijanci (Mohoci) govore jezikom (lingua Maquaasiorum) izvedenim iz skandinavskih jezika (Grocije je bio na platnom spisku Švedske), podržavajući švedske kolonijalne pretenzije u Americi. Holandski lekar Johanes Goropius Bekanus u svom delu Origines Antverpiana (1580) priznaje Quis est enim qui non amet patrium sermonem („Ko ne voli jezik svojih očeva?“), istovremeno tvrdeći da hebrejski potiče od holandskog. Francuz Eloa Žuano je 1818. godine (Mélanges d'origines étymologiques et de questions grammaticales) tvrdio da je keltski jezik najstariji i da je majka svih ostalih.
Godine 1759, Žosef de Ginj je teoretisao (Mémoire dans lequel on prouve que les Chinois sont une colonie égyptienne) da su Kinezi i Egipćani u srodstvu, pri čemu je prvi bili kolonija potonjih. Godine 1885, Edvard Tregear (Arijevski Maori) uporedio je Maorski i „Arijevski“ jezik. Žan Prat je u svojoj knjizi Nitalni jezici iz 1941. godine, tvrdio da afrički bantu jezici potiču od latinskog jezika, čime je stvorio francuski lingvistički termin nital. S druge strane za bantu jezike Mubabinž Bilolo tvrdi da su povezani sa staroegipatskim. Drevni Egipat je, prema rečima šeika Anta Diopa, srodan volofskom jeziku. Prema Gilbertu Ngomu, staroegipatski je sličan dualskom jeziku, baš kao što je egipatski srodan brabantskom, prema Bekanusu u njegovoj Hijeroglifici, i dalje koristeći komparativne metode.

## Literatura
- August Schleicher (1861/62). Compendium der vergleichenden Grammatik der indogermanischen Sprachen. ISBN 3-8102-1071-4. (Kurzer Abriss der indogermanischen Ursprache, des Altindischen, Altiranischen, Altgriechischen, Altitalischen, Altkeltischen, Altslawischen, Litauischen und Altdeutschen.) (2 vols.) Weimar, H. Boehlau; reprinted by Minerva GmbH, Wissenschaftlicher Verlag,
- Karl Brugmann, Berthold Delbrück, Grundriss der vergleichenden Grammatik der indogermanischen Sprachen (1886–1916).
- Raimo Anttila (1989). Historical and Comparative Linguistics. Benjamins. ISBN 90-272-3557-0..
- Theodora Bynon (1977). Historical Linguistics. Cambridge University Press. ISBN 0-521-29188-7..
- Richard D. Janda and Brian D. Joseph, ур. (2004). The Handbook of Historical Linguistics. Blackwell. ISBN 1-4051-2747-3..
- Roger Lass (1997). Historical linguistics and language change. Cambridge University Press. ISBN 0-521-45924-9..
- Winfred P. Lehmann (1962). Historical Linguistics: An Introduction. Holt. ISBN 0-03-011430-6..
- Joseph Salmons. Bibliography of historical-comparative linguistics. ISBN 9780199772810.. Oxford Bibliographies Online.
- R.L. Trask, ур. (2001). Dictionary of Historical and Comparative Linguistics. Fitzroy Dearborn. ISBN 1-57958-218-4..
- Campbell, Lyle (1998). Historical Linguistics: An Introduction. Cambridge, Massachusetts: MIT Press. ISBN 978-0-262-53159-7.
- Trask, R. L. (1996). Historical Linguistics. London: Arnold. ISBN 978-0-340-60758-9.
- Hock, Hans Henrich; Brian D. Joseph (1996). Language History, Language Change, and Language Relationship: An Introduction to Historical and Comparative Linguistics. Berlin; New York: Mouton de Gruyter. ISBN 978-3-11-014784-1.
- Aikhenvald, Alexandra Y.; Dixon, R. M. W. (1999), „Other small families and isolates”,  Ур.: Dixon, R. M. W.; Aikhenvald, Alexandra Y., The Amazonian Languages, Cambridge University Press, стр. 341—384, ISBN 978-0-521-57021-3.
- Aikhenvald, Alexandra Y.; Dixon, R. M. W. (2001), „Introduction”,  Ур.: Dixon, R. M. W.; Aikhenvald, Alexandra Y., Areal Diffusion and Genetic Inheritance: Problems in Comparative Linguistics, Oxford Linguistics, Oxford: Oxford University Press, стр. 1—22.
- Beekes, Robert S. P. (1995). Comparative Indo-European Linguistics. Amsterdam: John Benjamins.
- Bloomfield, Leonard (децембар 1925). „On the Sound-System of Central Algonquian”. Language. 1 (4): 130—56. JSTOR 409540. doi:10.2307/409540.
- Campbell, George L. (2000). Compendium of the World's Languages (2nd изд.). London: Routledge.
- Campbell, Lyle (1997). American Indian Languages: The Historical Linguistics of Native America. New York: Oxford University Press.
- Campbell, Lyle (2004). Historical Linguistics: An Introduction (2nd изд.). Cambridge: The MIT Press. ISBN 978-0-262-53267-9.
- Churchward, C. Maxwell (1959). Tongan Dictionary. Tonga: Government Printing Office.
- Crowley, Terry (1992). An Introduction to Historical Linguistics (2nd изд.). Auckland: Oxford University Press.
- Fox, Anthony (1995). Linguistic Reconstruction: An Introduction to Theory and Method. New York: Oxford University Press.
- François, Alexandre (2014), „Trees, Waves and Linkages: Models of Language Diversification”,  Ур.: Bowern, Claire; Evans, Bethwyn, The Routledge Handbook of Historical Linguistics, London: Routledge, стр. 161—189, ISBN 978-0-41552-789-7, Архивирано (PDF) из оригинала 2014-09-04. г.
- Goddard, Ives (1974). „An Outline of the Historical Phonology of Arapaho and Atsina”. International Journal of American Linguistics. 40 (2): 102—16. S2CID 144253507. doi:10.1086/465292.
- Hock, Hans Henrich (1991). Principles of Historical Linguistics (2nd revised and updated изд.). Berlin: Walter de Gruyter.
- Janda, Richard D.; Joseph, Brian D. (1989). „In Further Defence of a Non-Phonological Account for Sanskrit Root-Initial Aspiration Alternations” (PDF). Proceedings of the Fifth Eastern States Conference on Linguistics. Columbus, Ohio: Ohio State University Department of Linguistics: 246—260. Архивирано (PDF) из оригинала 2006-09-06. г.
- Kalyan, Siva; François, Alexandre (2018), „Freeing the Comparative Method from the tree model: A framework for Historical Glottometry” (PDF),  Ур.: Kikusawa, Ritsuko; Reid, Laurie, Let's Talk about Trees: Genetic Relationships of Languages and Their Phylogenic Representation, Senri Ethnological Studies, 98, Ōsaka: National Museum of Ethnology, стр. 59—89, Архивирано (PDF) из оригинала 2022-09-29. г..
- Kylstra, A. D.; Sirkka-Liisa, Hahmo; Hofstra, Tette; Nikkilä, Osmo (1996). Lexikon der älteren germanischen Lehnwörter in den ostseefinnischen Sprachen (на језику: немачки). Band II: K-O. Amsterdam, Atlanta: Rodopi B.V.
- Labov, William (2007). „Transmission and diffusion” (PDF). Language. 83 (2): 344—387. CiteSeerX 10.1.1.705.7860 . S2CID 6255506. doi:10.1353/lan.2007.0082. Архивирано (PDF) из оригинала 2017-09-21. г.
- Ladefoged, Peter (2003). Phonetic Data Analysis: An Introduction to Fieldwork and Instrumental Techniques. Oxford: Blackwell.
- Lehmann, Winfred P. (1993). Theoretical Bases of Indo-European Linguistics. London: Routledge. ISBN 9780415082013.
- Lyovin, Anatole V. (1997). An Introduction to the Languages of the World. New York: Oxford University Press, Inc. ISBN 978-0-19-508116-9.
- Meillet, Antoine (1966) [1925]. La Méthode Comparative en Linguistique. Honoré Champion.
- Mithun, Marianne (1999). The Languages of Native North America. Cambridge Language Surveys. Cambridge: Cambridge University Press.
- Pukui, Mary Kawena; Elbert, Samuel H. (1986). Hawaiian Dictionary. Honolulu: University of Hawai'i Press. ISBN 978-0-8248-0703-0.
- Sag, Ivan. A. (јесен 1974). „The Grassmann's Law Ordering Pseudoparadox”. Linguistic Inquiry. 5 (4): 591—607. JSTOR 4177844.
- Schleicher, August (1874—1877) [1871]. A Compendium of the Comparative Grammar of the Indo-European, Sanskrit, Greek, and Latin Languages, translated from the third German edition. Превод: Bendall, Herbert. London: Trübner and Co.
- Szemerényi, Oswald J. L. (1960). Studies in the Indo-European System of Numerals. Heidelberg: C. Winter.
- Szemerényi, Oswald J. L. (1996). Introduction to Indo-European Linguistics (4th изд.). Oxford: Oxford University Press.
- Thomason, Sarah G.; Everett, Daniel L. (2005). „Pronoun Borrowing”. Proceedings of the Annual Meeting of the Berkeley Linguistics Society. 27: 301 ff. doi:10.3765/bls.v27i1.1107 .
- Trask, R. L. (1996). Historical Linguistics. New York: Oxford University Press.
- Zuckermann, Ghil'ad (2009). „Hybridity versus Revivability: Multiple Causation, Forms and Patterns” (PDF). Journal of Language Contact – Varia. 2 (2): 40—67. CiteSeerX 10.1.1.693.7117 . doi:10.1163/000000009792497788. Архивирано (PDF) из оригинала 2008-05-09. г.

## Spoljašnje veze
- How likely are chance resemblances between languages?
- Deriving Proto-World with tools you probably have at home